# Рангкуль (село)
Рангкуль (тадж. Рангкӯл) — село у складі Горно-Бадахшанської області Таджикистану. Адміністративний центр однойменного джамоату.

### Клімат
Село знаходиться у зоні, котра характеризується кліматом тропічних пустель. Найтепліший місяць — липень із середньою температурою 8.3 °C (47 °F). Найхолодніший місяць — січень, із середньою температурою -17.2 °С (1 °F).
| Клімат Рангкуля         | Клімат Рангкуля | Клімат Рангкуля | Клімат Рангкуля | Клімат Рангкуля | Клімат Рангкуля | Клімат Рангкуля | Клімат Рангкуля | Клімат Рангкуля | Клімат Рангкуля | Клімат Рангкуля | Клімат Рангкуля | Клімат Рангкуля | Клімат Рангкуля |
| Показник                | Січ.            | Лют.            | Бер.            | Квіт.           | Трав.           | Черв.           | Лип.            | Серп.           | Вер.            | Жовт.           | Лист.           | Груд.           | Рік             |
| Абсолютний максимум, °C | −3              | 0               | 7               | 12              | 13              | 18              | 21              | 22              | 18              | 13              | 2               | −2              | 22              |
| Середній максимум, °C   | −11             | −7              | −2              | 2               | 5               | 10              | 14              | 13              | 10              | 2               | −3              | −9              | 2               |
| Середня температура, °C | −16             | −13             | −8              | −3              | 0               | 5               | 8               | 7               | 4               | −2              | −8              | −14             | 1               |
| Середній мінімум, °C    | −22             | −19             | −14             | −8              | −5              | 0               | 2               | 1               | −2              | −7              | −13             | −20             | −8              |
| Абсолютний мінімум, °C  | −33             | −33             | −32             | −21             | −10             | −6              | −6              | −3              | −8              | −17             | −25             | −33             | −33             |
| Норма опадів, мм        | 0               | 0               | 10              | 10              | 10              | 0               | 10              | 0               | 0               | 0               | 0               | 10              | 90              |
| Днів з дощем            | 2               | 3               | 4               | 7               | 6               | 2               | 3               | 3               | 1               | 3               | 2               | 3               | 43              |
| Вологість повітря, %    | 65              | 65              | 60              | 60              | 58              | 52              | 49              | 48              | 46              | 51              | 55              | 64              | 56              |
| ----------------------- | --------------- | --------------- | --------------- | --------------- | --------------- | --------------- | --------------- | --------------- | --------------- | --------------- | --------------- | --------------- | --------------- |
| Джерело: Weatherbase    |                 |                 |                 |                 |                 |                 |                 |                 |                 |                 |                 |                 |                 |